# China Euro Vehicle Technology
China Euro Vehicle Technology AB, abreviadamente CEVT, es una empresa técnica de Investigación y desarrollo propiedad de la entidad china Geely Automobile. La empresa tiene su sede en el Lindholmen Science Park en Gotemburgo, donde en enero de 2020 inauguró el Centro Geely de Innovación, dando empleo a 3500 personas en el nuevo complejo de edificios.

## Actividad económica
CEVT desarrolla nueva tecnología para las marcas pertenecientes al consorcio Geely: Volvo, Lynk & Co y Lotus. Entre otras, se desarrolla la plataforma CMA para Lynk & Co y la nueva generación SUV del Volvo XC40 y también con tecnología híbrida para Geely.
- Datos: Q29169329

1. ↑  Geely se establece en Lindholmen (en sueco)
2. ↑  Éste es el nuevo fabricante sueco de automóviles (En sueco)